# 와쓰지 데쓰로
와쓰지 데쓰로(和辻 哲郎, 1889년(메이지 22년) 3월 1일 - 1960년(쇼와 35년) 12월 26일)는 일본의 철학자, 윤리학자, 문화사학자, 일본사상사학자이다. 『고사순례(古寺巡礼)』, 『풍토(風土)』 등의 저작으로 알려져 있으며, 그의 윤리학 체계는 와쓰지 윤리학이라고도 불린다. 호세이대학 교수, 교토제국대학 교수, 도쿄제국대학 교수를 역임하였다. 일본 윤리학회 회원이자, 문화훈장을 수상하였다. 효고 현 출신이다.
도쿄제국대학 철학과를 졸업하여, 니체 등의 서양철학을 연구했다. 나라의 사찰 건축과 불상의 미를 재발견하여 『고사순례(古寺巡礼)』(1919년)로 인기를 얻기도 했다. 『인간학으로서의 윤리학(人間の学としての倫理学)』(1934년)으로 새로운 윤리학의 체계를 구축했다. 『풍토(風土)』(1935년), 『얼굴과 페르소나(面とペルソナ)』(1937년)으로도 유명하다.